# Charles de Neufchâtel
Charles de Neufchâtel, né à Bruxelles en 1442 et mort le  20 juillet 1498 à Neuilly-l'Évêque, est un évêque du XVe siècle, archevêque de Besançon, issu de la maison de Neufchâtel.

## Biographie
Charles est un fils de Jean II de Neufchâtel, seigneur de Montaigu, de Fontenoy, d'Amance et de Rigney, Chevalier de la Toison d'or, lieutenant-général du duché et du comté de Bourgogne et de Marguerite de Castro e Sousa. Charles de Neufchâtel est un parent du cardinal Jean de Neufchâtel. Son cousin Thibault de Neufchâtel, maréchal de Bourgogne, est aux côtés de Charles le Téméraire à la bataille de Nancy.
Il remplit d'abord les fonctions  dans la cathédrale de Besançon, comme celle de grand-chantre. Quand Quentin Ménard  meurt, Charles a pour compétiteur le célèbre cardinal d'Arras, Jean Jouffroy pour devenir archevêque de Besançon. Il est postulé par les chanoines de Besançon et est nommé par le pape. Il est le premier  archevêque de Besançon qui fait imprimer des missels et des bréviaires à l'usage de son diocèse.
En 1471 il consent, pour des raisons de sécurité de la ville de Besançon, à la destruction du château de Bregille nouvellement reconstruit après sa première destruction survenue sous l'épiscopat de son prédécesseur, Quentin Ménard, , mais qui ne sera finalement pas détruit. Après la mort de Charles le Téméraire, les Français envahissent la Franche-Comté, et y font de grands ravages.  Louis XI est un prince bien habile et sait à la fois intimider et corrompre Charles. Le duc Maximilien apprenant que Charles de Neufchâtel a basculé dans le parti de la France, le déclare en 1478 déchu de ses fonctions et l'oblige même à quitter son palais archiépiscopal. Charles quitte donc son diocèse et se réfugie en France à la cour du roi Louis XI.
En 1478, il est élu par les sept moines restants, abbé de l'Abbaye Notre-Dame de Faverney et ne restera à ce poste que jusqu'en 1480.
Après la mort de l'évêque de Bayeux, Louis d'Harcourt, en 1480, le roi  de France le nomme sur-le-champ administrateur de cette église pour lui fournir un bénéfice. Les chanoines de Besançon, privés de leur archevêque survivant, ne cherchent pas à lui donner un successeur. Il ne consentiront à lui donner un successeur qu'après son décès survenu à Neuilly l'Eveque en 1498, au retour du couronnement de Louis XII.
Charles fut  aussi abbé commendataire de  Saint-Paul.